# 劉純一
劉純一（1893年—1946年12月4日），山東人，寄籍陝西三原，中華民國政治人物、社會活動家。丈夫彭世銘爲陝西革命黨人。

## 生平
劉純一生於1893年，原籍山東，後寄籍陝西三原縣大程鎮。
1946年12月3日午夜，劉純一在南京第四招待所突發急性腦充血，送往中央醫院急救，於次日二時三十分不治身亡。5日下午，劉純一遺體在中國殯儀館大殮，由宋美齡主祭，于右任陪祭。當月15日上午10時，國大全體代表公祭劉純一，蔣介石主祭，于右任、洪蘭友陪祭。